# 利奇菲爾德教區
聖公會利奇菲爾德教區（英語：Diocese of Lichfield）是英格蘭教會坎特伯雷教省下面的一個教區。始於656年，669年遷至利奇菲爾德至今。787年至803年間曾一度升為總教區。
轄區包括什羅普郡、沃里克郡、西米德蘭茲郡及斯塔福德郡的一部份，座堂是利奇菲爾德座堂，現任主教為喬納森·葛蘭希爾。下分三個副主教區、四個會吏長區及若干個會吏區，管理429個堂區。